# Rocky Tate River
Rocky Tate River är ett vattendrag i Australien. Det ligger i delstaten Queensland, omkring 1 400 kilometer nordväst om delstatshuvudstaden Brisbane.
Omgivningarna runt Rocky Tate River är huvudsakligen savann. Trakten runt Rocky Tate River är nära nog obefolkad, med mindre än två invånare per kvadratkilometer. Genomsnittlig årsnederbörd är 799 millimeter. Den regnigaste månaden är januari, med i genomsnitt 211 mm nederbörd, och den torraste är augusti, med 5 mm nederbörd.